# Ger Luijten

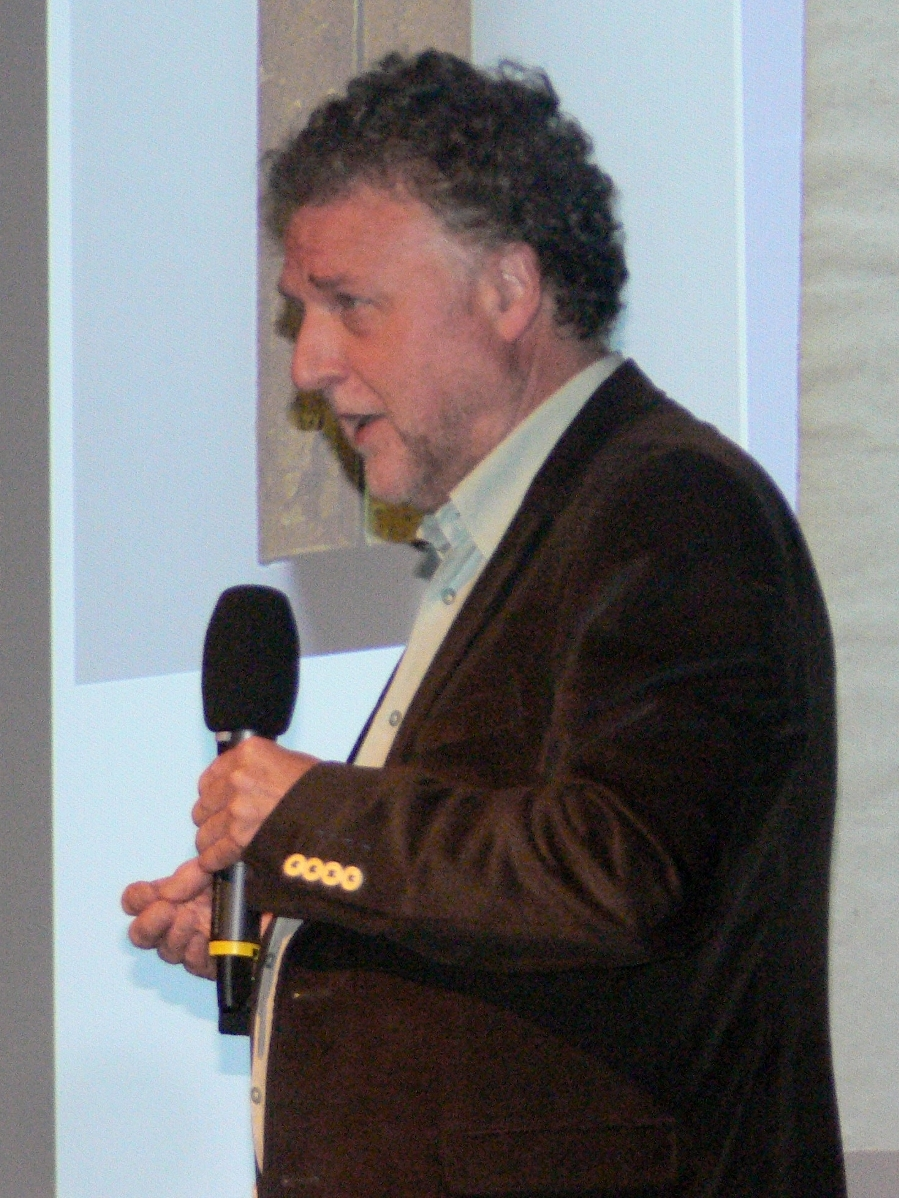
Ger Luijten (2013)

Ger Luijten (Tilburg, 13 juli 1956 – Amsterdam, 19 december 2022) was een Nederlands kunsthistoricus en was vanaf 2010 tot aan zijn dood directeur van de Fondation Custodia. 
Hij was gespecialiseerd in kunst op papier, waaronder 19e-eeuwse olieverfschetsen, waarvan hij voor de Fondation Custodia een indrukwekkende collectie opbouwde.
Hij stond bekend om zijn enthousiasme, kennis en opmerkzaamheid voor details.
Ger Luijten ontwikkelde zijn oog voor detail tijdens zijn opleiding tot tekenleraar in 1977. Op 23-jarige leeftijd besloot hij aan het Kunsthistorisch Instituut in Utrecht te gaan studeren. Na zelfstandig onderzoeker te zijn geweest, was hij van 1987 tot 1990 conservator prenten en tekeningen voor Museum Boijmans Van Beuningen en van 1990 tot 2010 voor het Rijksmuseum Amsterdam, waar hij vanaf 2001 hoofd was van het Rijksprentenkabinet. Daar breidde hij de collectie, die tot dat moment alleen kunst tot 1940 bevatte, uit met moderne kunst en fotografie. Ook bij de Fondation Custodia liet hij werk van hedendaagse tekenaars en grafici zien. Onder zijn leiding werd het gebouw van Custodia gerenoveerd. Ook werd in het pand van het voormalige Institut Néerlandais een boekhandel en expositieruimte gecreëerd. 
Sinds 1984 was Luijten samensteller van de Hollstein Dutch & Flemish, een oeuvrecatalogus van Nederlandse en Vlaamse etsen en gravures, en later werd hij redacteur. Vanaf 2010 was hij lid van de raad van toezicht van het RKD-Nederlands Instituut voor Kunstgeschiedenis. Ook was hij lid van de raad van adviseurs van de Vereniging Rembrandt en werd in 2020 benoemd tot lid van het bestuur. Daarnaast was hij lid van de keuringscommissie voor prentkunst van de TEFAF en lid van de raad van toezicht. Bovendien was hij betrokken bij het Nederlandse tijdschrift voor kunstgeschiedenis Simiolus.
Ger Luijten overleed plotseling. Hij was getrouwd met de kunsthistorica Regina Peixeiro en had drie kinderen.
- Biblioteca Nacional de España: XX1001765
- Bibliothèque nationale de France: cb122566316 (data)
- CiNii: DA08273018
- Digitale Bibliotheek voor de Nederlandse Letteren: luij009
- Gemeinsame Normdatei: 103657010X
- International Standard Name Identifier: 0000 0001 1615 6614
- Library of Congress Control Number: n88003828
- Nationale Bibliotheek van Tsjechië: mub2013783316
- Nationale Bibliotheek van Israël: 987007454887205171
- Système universitaire de documentation: 031330517
- Virtual International Authority File: 32054466